# Timbres d'Allemagne fédérale 2006
 (novembre 2024).
Si vous disposez d'ouvrages ou d'articles de référence ou si vous connaissez des sites web de qualité traitant du thème abordé ici, merci de compléter l'article en donnant les références utiles à sa vérifiabilité et en les liant à la section « Notes et références ».
Cet article recense les timbres d'Allemagne émis en 2006 par la Deutsche Post World Net.

## Généralités
Les émissions porte la mention « Deutschland » (Allemagne) et une valeur faciale libellée en centimes d'euro (€), comme le veut une habitude prise avec le pfennig.

### Tarifs
Voici les tarifs réalisables à l'aide d'un des timbres émis en 2006.

#### Tarifs intérieurs
- 0,35 € : Infobrief,
- 0,45 € : carte postale,
- 0,55 € : lettre simple de moins de 20 grammes,
- 0,90 € : lettre simple de 20 à 50 grammes,
- 1,45 € : lettre simple de 50 à 500 grammes,
- 2,20 € : lettre simple de 500 à 1 000 grammes.

#### Tarifs vers l'étranger
Les tarifs pour l'étranger sont organisés en deux zones : Europe (au sens continental du terme, et les régions et collectivités d'outre-mer françaises : Guadeloupe, Guyane, Martinique, Mayotte, Réunion et Saint-Pierre-et-Miquelon) et reste du monde.
- 0,65 € : carte postale vers l'Europe,
- 0,70 € : lettre simple de moins de 20 grammes vers l'Europe,
- 1 € : lettre de 20 à 50 grammes pour l'Europe,
- 1 € : carte postale vers le reste du monde.

## Légende
Pour chaque timbre, le texte rapporte les informations suivantes :
- date d'émission, valeur faciale et description,
- formes de vente,
- artistes concepteurs et genèse du projet,
- manifestation premier jour,
- date de retrait, tirage et chiffres de vente,

ainsi que les informations utiles pour une émission donnée.

## Janvier

### Fleurs
Le 2 janvier, sont émis trois timbres d'usage courant de la série Fleurs. Un dahlia sur le 0,35 €, un narcisse sur le 0,90 € et un iris sur le 1,45 €. Les photographies carrées sont mises en page entourée de blanc.
Les timbres de 2,15 × 3,013 cm sont conçus par Stefan Klein et Olaf Neumann. Ils sont imprimés en offset par la Bundesdruckerei de Berlin. Le 0,35 € Dahlie est conditionné en feuille de dix et en roulette de 200 et de 2000 exemplaires. Les 0,90 € Narzisse et 1,45 € Schwertlilie en feuille de dix et en roulette de 500 unités.

### Hiver
Le 2 janvier, dans la série Poste (Post), est émis un timbre de 0,55 € sur l'hiver. La photographie choisie montre un chêne isolé dans une clairière enneigée. Les bords de feuille sont blancs ponctués de traces d'animaux ayant marché dans la neige.
La photographie Chêne enneigé dans la Forêt de Reinhard (Verschneite Eiche am Reinhardswald) est signée Heinz Wohner. Le timbre est mis en page par Johannes Graf. De format 4,6 × 2,732 cm, il est imprimé en offset en feuille de dix exemplaires par l'imprimerie Giesecke & Devrient de Leipzig.

### 1200 ans de Halle

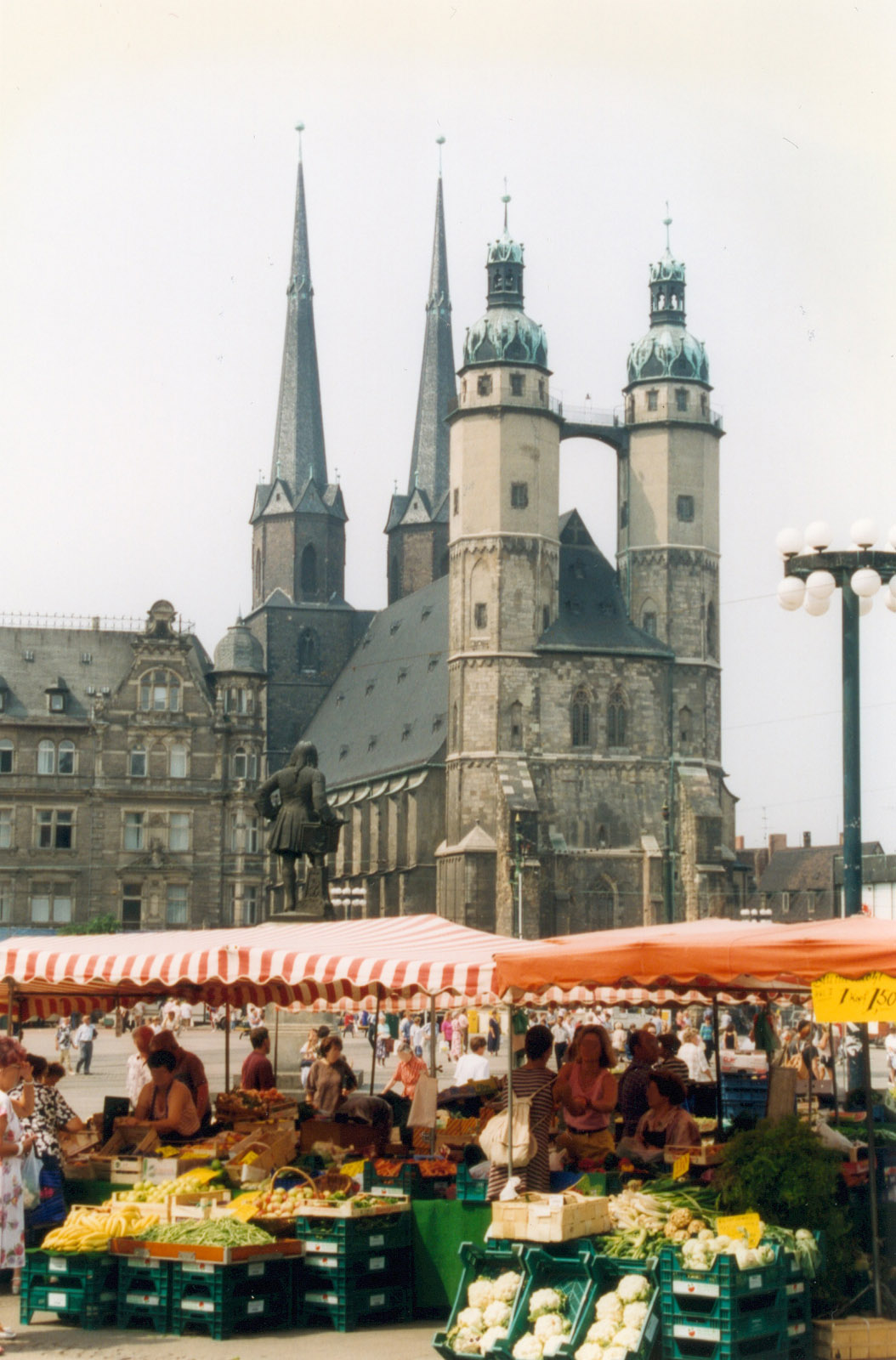
L'église du marché.

Le 2 janvier, est émis un timbre commémoratif de 0,45 € pour le 1200e anniversaire de la fondation de la ville de Halle, en Saxe-Anhalt (1200 Jahre Halle). L'illustration est une composition de cinq photographies de monuments de la ville, saturées d'une couleur, et sur lesquelles on distingue en sombre les lettres du nom de la ville. Les monuments sont les tours de l'église du Marché (3e et 5e bandes), la façade de l'opéra (4e bande), ainsi qu'une statue (1re) et la façade d'un autre bâtiment (2e). Sous cette composition, sont visibles les armes de la ville.
Le timbre de 4,6 × 2,732 cm est conçu par Ingo Wulff à partir de photographies de Gudrun Hensling et Thomas Ziegler. Il est imprimé en offset en feuille de dix par l'imprimerie Giesecke & Devrient de Leipzig.

### Wolfgang Amadeus Mozart 1756-1791
Le 2 janvier, est émis un timbre commémoratif de 0,55 € pour le 250e anniversaire de la naissance du compositeur Wolfgang Amadeus Mozart. Le portrait d'époque a été modifié pour donner des grandes surfaces de couleurs vives, sur un fond orange.
L'illustration est conçu par Irmgard Hesse. Le timbre de format carré de 3,5 cm de côté est imprimé en offset en feuille de dix par l'imprimerie Giesecke & Devrient de Leipzig.

### Pour la protection de l'environnement
Le 2 janvier, dans la série Pour la protection de l'environnement (Für den Umweltschutz), est émis un timbre de bienfaisance de 0,55 € plus une surtaxe de 0,25 €. Il est illustré d'une photographie de la Terre prise de l'espace, et centrée sur un système de basse pression. Sous l'image, la phrase « Klimaschutz geht alle an » rappelle que « la protection de l'environnement nous concerne tous. »
Le timbre de 4,6 × 2,732 cm est illustré d'une photographie de la NASA mise en page par Johannes Graf. Il est imprimé en offset par l'imprimerie Bagel Security-Print, à Mönchengladbach. Il est conditionné en feuille de dix exemplaires.

### 650 ans de la Bulle d'or

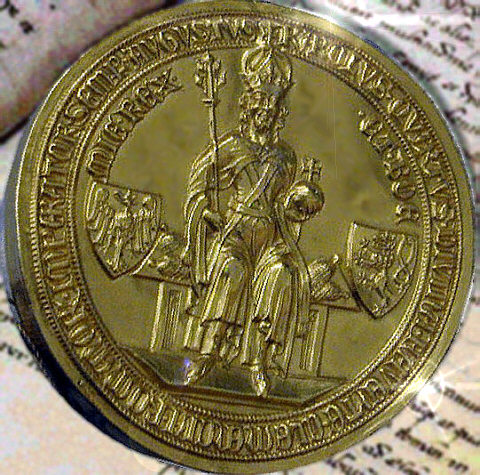
Le sceau de Charles IV.

Le 2 janvier, est émis un timbre commémoratif de 1,45 € pour le 650e anniversaire de la Bulle d'or, la charte de constitution du Saint-Empire romain germanique (650 Jahre Goldene Bulle). Sur la partie droite de l'illustration, figure le sceau en or de Charles IV qui a donné son nom au texte. À gauche, un extrait des premières lignes du texte en latin : « KAROLUS QUARTUS DIVINA FAVENTE CLEMENCIA ROMANORUM IMPERATOR SEMPER AUGUSTUS ET BOEMIAE REX », c'est-à-dire « Charles le quatrième, par la faveur de la divine clémence empereur des Romains, toujours auguste, et roi de Bohême. »
Le timbre est créé par Antonia Graschberger, d'après un photographie du sceau fourni par akg-images. De format 4,6 × 2,732 cm, il est imprimé en offset par Bagel Security-Print, à Mönchengladbach.

## Février

### Cinquante ans du Conseil frison
Le 9 février, est émis un timbre commémoratif de 0,90 € pour le cinquantenaire de la création du Conseil frison (Frisenrat en allemand), le 18 février 1956 à Leer. Son objectif est la coopération entre les Frisons de Frise septentrionale du Schleswig-Holstein, de Frise orientale de Basse-Saxe et de la province de Frise néerlandaise, notamment pour la défense des langues et de la culture frisonnes. Le timbre est une photographie de la mer du Nord qui baigne les Frises, sur laquelle sont écrites les traductions du nom « Conseil frison » dans chacune des langues frisonnes et dans les couleurs des drapeaux des trois régions : frison oriental en haut (Fraïske Raïd), frison septentrional au milieu (Frasche Rädj) et frison occidental en bas (Fryske Rie).
Le timbre de 4,6 × 2,732 cm est conçu par Christof Gassner. Il est imprimé en offset en feuille de dix exemplaires par la Bundesdruckerei de Berlin.

### 850 ans de l'église Saint-Michel de Schwäbisch Hall

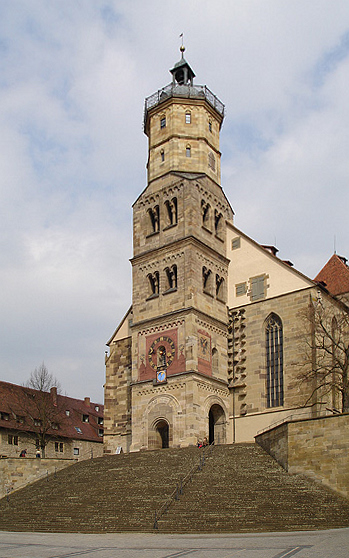
La façade de l'église Saint-Michel.

Le 9 février, est émis un timbre commémoratif de 0,55 € pour le 850e anniversaire de la consécration, le 10 février 1156, de l'église Saint-Michel de Schwäbisch Hall (850 Jahre Michaelskirche Schwäbisch Hall), ville du land de Bade-Wurtemberg. Le timbre est illustré d'un panorama dessiné de la ville autour de son église.
Le timbre de 4,6 × 2,732 cm est dessiné par Joachim Rieß. Imprimé en offset par l'imprimerie Giesecke & Devrient de Leipzig, il est conditionné en feuille de dix.

### Pour le sport: football
Le 9 février, est émis l'émission annuelle de bienfaisance pour le sport (Für den Sport). Elle comprend quatre timbres pour annoncer la coupe du monde de football organisé en Allemagne du 9 juin au 9 juillet 2006. Chaque timbre est une composition de deux photographies placées de telles façons que la première a droit à plus de surfaces que la seconde posée à côté. La partie droite du timbre est conservée pour les mentions sur trois lignes : « Für den Sport / FIFA Fussball-Weltmeisterschaft / Deutschland 2006TM ». La description des timbres suit leur composition de gauche à droite :
- le 0,45 € + 0,20 € Stadionatmosphäre illustre l'« atmosphère d'un stade » avec drapeaux allemands sur fond de tribunes de supporteurs, puis éclairage de stade ;
- le 0,55 € + 0,25 € Eröffnungsspiel in München pour le match d'ouverture dans le stade de l'Allianz Arena de Munich vu de l'extérieur voisinant avec une image floue d'une action de jeu ;
- le 0,55 € + 0,25 € Finale in Berlin montre l'intérieur du Stade Olympique de Berlin, puis sur fond doré, le trophée brandi par des joueurs dont seules les mains sont visibles ;
- et le 1,45 € + 0,55 € WM-Plakat, une affiche de promotion de la compétition (logotype officiel et ballon qui se dessine parmi les étoiles, voisinant avec une autre photographie floue d'action de jeu.

Les timbres de 5,5 x 3,28 cm sont conçus par Andrea Voß-Acker à partir de photographies. Imprimés en offset, ils sont conditionnés en feuilles de dix exemplaires par l'imprimerie Bagel Security-Print de Mönchengladbach.
Ces quatre timbres sont repris dans un bloc-feuillet émis le 4 mai 2006.

### Pour le sport: équitation
Le 9 février, dans la série annuelle de bienfaisance au profit du sport, est émis un cinquième timbre de 0,55 € + 0,25 € pour annoncer les championnats du monde d'équitation organisés du 20 août au 30 septembre 2006 à Aix-la-Chapelle (Pferdesport Weltmeisterschaften / Aachen 2006). Il est composé comme ceux consacrés au football : photographie d'un cheval et de son cavalier en pleine course, puis détail d'une photographie plus floue sur la jambe d'un cavalier.
Le timbre composé également par Andrea Voß-Acker est imprimé en offset en feuille de dix unités par l'imprimerie Bagel Security-Print de Mönchengladbach.

## Mars

### Fleurs
Le 2 mars, dans la série d'usage courant Fleurs, est émis un timbre de 0,65 € représentant une Rudbeckia fulgida, appelée en allemand Sonnenhut (littéralement, « chapeau du soleil »).
Le timbre de 2,15 × 3,013 cm est réalisé par Stefan Klein et Olaf Neumann. Il est imprimé en offset par la Bundesdruckerei de Berlin. Il est conditionné en feuille de dix ou en roulettes de deux cents unités.

### 1200 ans d'Ingolstadt
Le 2 mars, est émis un timbre commémoratif de 0,55 € pour le 1200e anniversaire de la ville d'Ingolstadt, en Bavière. Le 6 février 806, son nom apparaît pour la première fois dans un document de l'administration de Charlemagne. Le timbre montre une représentation ancienne du panorama de la ville dessinés par-dessus une carte historique où le fleuve Danube est mis en valeur. L'emblème de la ville (une panthère crachant des flammes de gueules).
Le timbre carré de 3,5 cm de côté est conçu par Harry Scheuner à partir d'une carte historique fournie par la Bibliothèque d'État bavaroise (Bayerische Staatsbibliothek). Conditionné en feuille de dix, il est imprimé en offset par l'imprimerie Giesecke & Devrient de Leipzig.

### Johannes Rau 1931-2006
Le 2 mars, est émis un timbre de 0,55 € en hommage à Johannes Rau, président fédéral de 1999 à 2004, mort le 27 janvier 2006. L'arrière-plan du timbre dans une couleur neutre ; seul un pavillon de l'État est visible derrière le portrait, sur la droite.
La photographie fournie par la Bundesbildstelle de Berlin est mise en page par Gerd et Oliver Aretz. De format 4,6 × 2,732 cm, le timbre est imprimé en offset en feuille de dix par l'imprimerie Giesecke & Devrient de Leipzig.

### Karl Friedrich Schinkel 1781-1841

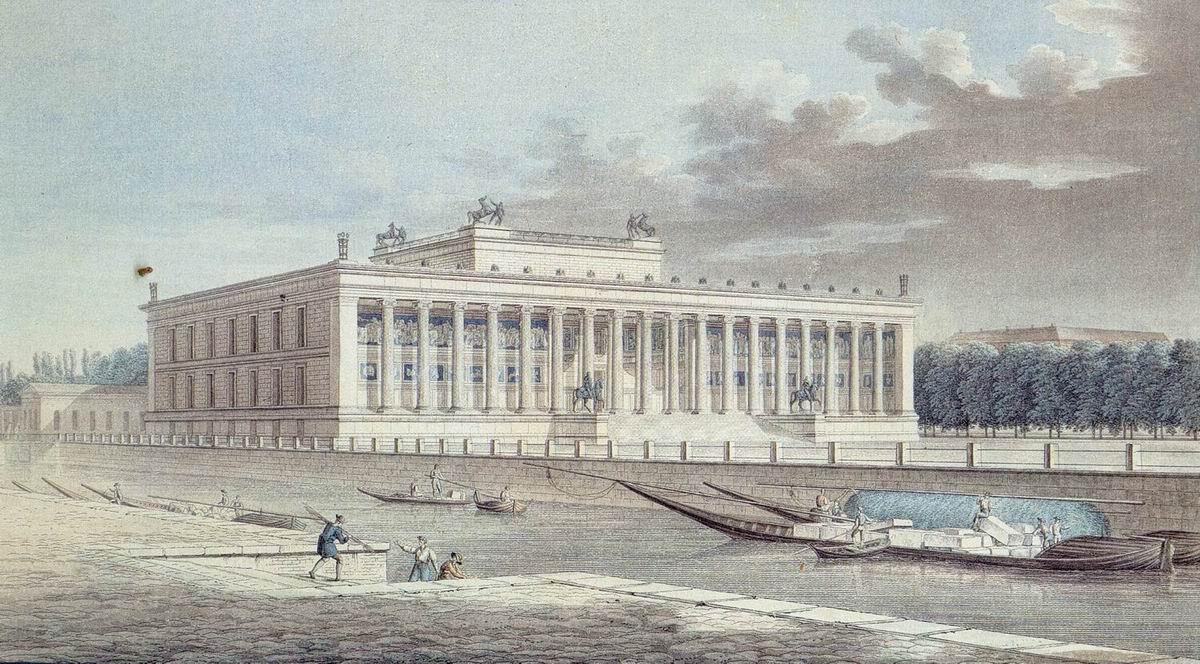
La même perspective par le peintre Friedrich Alexander Thiele (1830).

Le 2 mars, est émis un timbre de 0,55 € pour le 225e anniversaire de la naissance de l'architecte et urbaniste prussien Karl Friedrich Schinkel. Le timbre présente une gravure légendée de ce qui est devenu le Altes Museum : la « perspective du nouveau musée à construire au Lustgarten » (Perspective des neuen Museums am Lustgarten zu erbauen), au sein de l'île des musées, à Berlin.
La perspective dessinée par Karl Friedrich Schinkel est fournie par le cabinet des gravures de cuivre (Kupferstichkabinett) des Musées d'État. Elle est mise en page par Gerhard Lienemeyer. Le timbre de 4,6 x 2,732 cm est imprimé en offset par la Bundesdruckerei de Berlin. Le timbre est conditionné en feuille de cent unités ou en une roulette de cent exemplaires vendus dans une boîte de distribution cartonnée.

### Voir avec les mains
Le 2 mars, dans la série Au service des autres (Dienst am Nächsten), est émis un timbre de 0,55 € pour l'anniversaire de deux institutions d'aide aux personnes aveugles. En 1806, était fondée à Berlin, le Preußisch-Königlichen Blindenanstalt, institut royal-prussien chargé d'accueillir les aveugles et devenu la Blindenschule Berlin. Le 15 octobre 1856, Olga de Russie, épouse du futur roi de Wurtemberg Charles, un institut pour aveugles à Stuttgart. Elle baptise le lieu d'après le prénom de son père Nicolas Ier tsar de Russie. Nikolauspflege) D'un graphisme très simple (inscriptions habituelles et commémoratives noires sur fond blanc) porte en relief la phrase en braille : « Mit Händen sehen » (voir avec les mains) et en bas à droite sa valeur.
Le timbre de 5,5 × 3,280 cm est conçu par Christof Gassner. Il est imprimé en offset par l'imprimerie Bagel Security-Print de Mönchengladbach. Il est conditionné en feuille de dix exemplaires.

## Avril

### Albrecht Dürer,Autoportrait à la fourrure

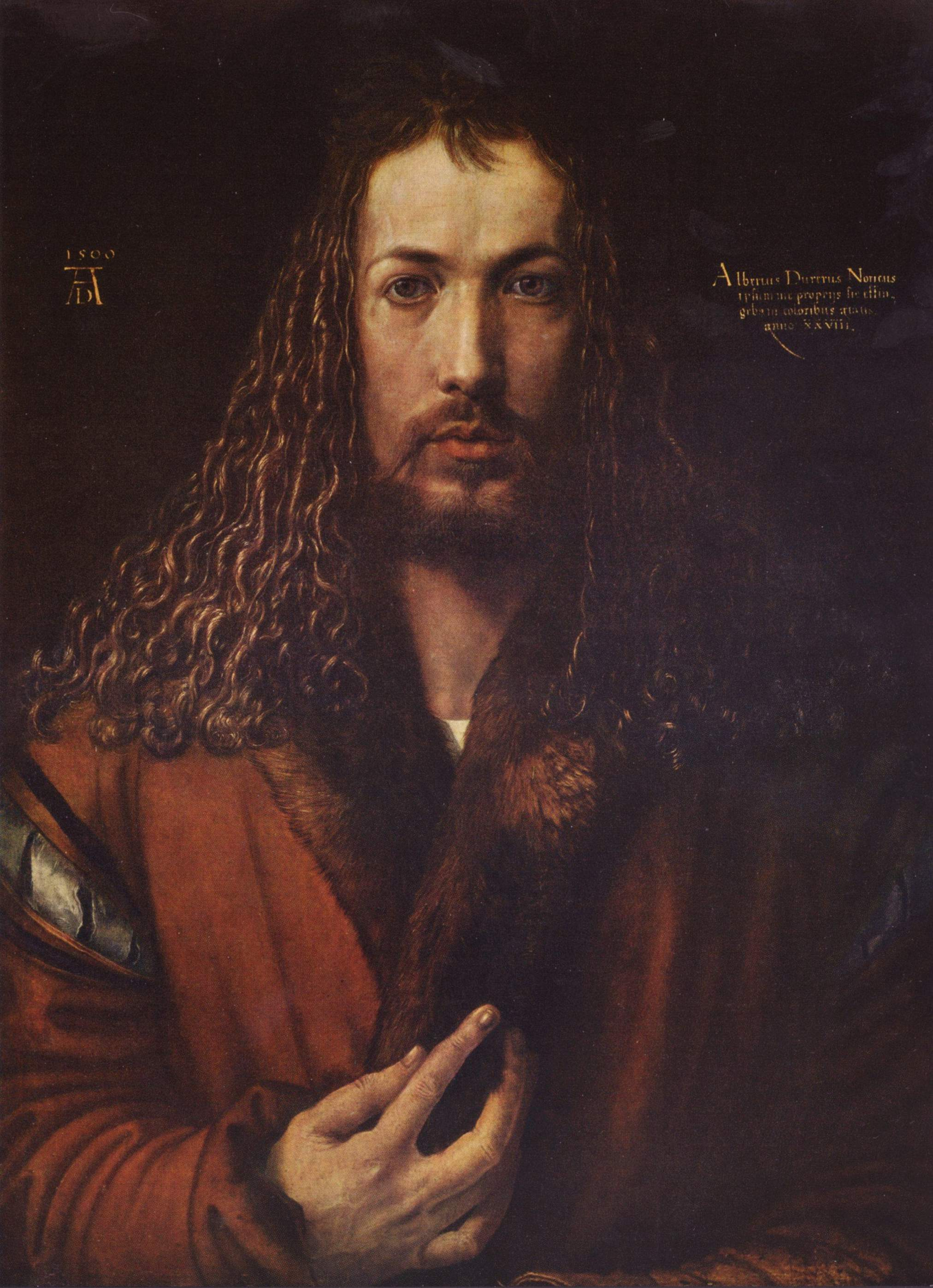
Autoportrait à la fourrure (1500).

Le 13 avril, dans la série Peinture allemande, est émis un timbre de 1,45 € reproduisant l'Autoportrait à la fourrure d'Albrecht Dürer (Selbstbildnis im Pelzmantel) réalisé en 1500 et conservé à l'Ancienne Pinacothèque de Munich.
L'œuvre dont la reproduction est fournie par les Collections de peintures d'État de Bavière est mise en page au sein d'un timbre carré de 3,5 cm de côté par Werner Hans Schmidt. Le timbre est imprimé en offset et en feuille de dix exemplaires par la Bundesdruckerei de Berlin.

### 500 ans de l'université Viadrina de Francfort-sur-l'Oder
Le 13 avril, est émis un timbre commémoratif de 0,55 € pour les 500 ans de l'université Viadrina, ouverte en 1506 à Francfort-sur-l'Oder (500 Jahre Universität Viadrina Frankfurt/Oder). Première université ouverte en Brandebourg, son nom signifie en latin : « qui se trouve sur l'Oder ». Le sceau de l'université figure en gaufrage sur le timbre blanc. L'université, proche de la frontière avec la Pologne depuis 1945, est devenue une université européenne.
Le timbre carré de 3,5 cm est conçu par Silbylle Haase et Fritz Haase d'après le scean de l'université. Le timbre est imprimé en offset avec gaufrage et en feuille de dix par l'imprimeur Bagel Security-Print de Mönchengladbach.

### Fleurs

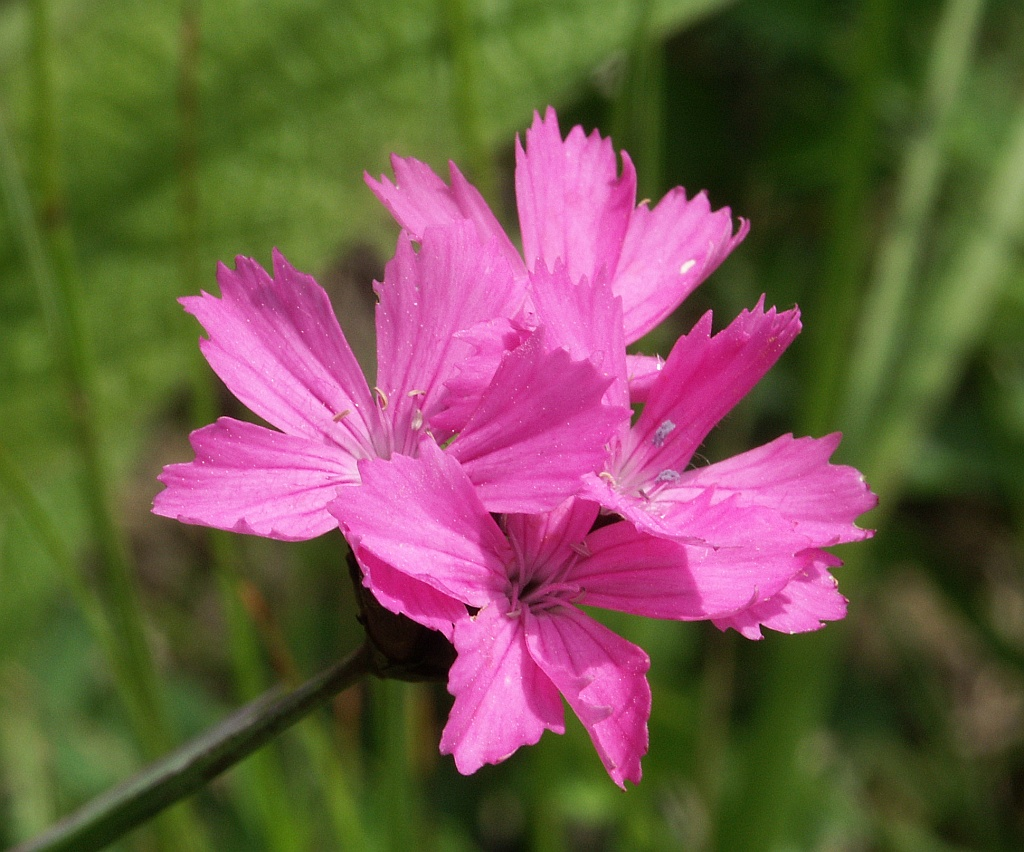
Dianthus carthusianorum.

Le 13 avril, dans la série d'usage courant Fleurs, sont émis deux timbres. Le 0,70 € est illustré d'une photographie d'un œillet des Chartreux (Dianthus carthusianorum, nom vernaculaire allemand : Karthäuser-Nelke), et le 2,20 € d'un edelweiss (Leontopodium alpinum).
Les timbres de 2,15 × 3,013 cm sont réalisés par Stefan Klein et Olaf Neumann. Ils sont imprimés en offset par la Bundesdruckerei de Berlin. Ils sont conditionnés en feuille de dix ou en roulettes de deux cents unités.

### Printemps
Le 13 avril, dans la série Poste (Post) consacré aux quatre saisons en 2006, est émis un timbre de 0,55 € sur le printemps avec la photographie dans une plaine de deux cerisiers en fleurs.
La photographie Blühende Kirschbäume de Heinz Wohner est mise en page par Johannes Graf. Conditionné en feuille de dix exemplaires, le timbre de 4,6 × 2,732 cm est imprimé en offset par l'imprimerie Giesecke & Devrient de Leipzig.

## Mai

### Gerd Bucerius 1906-1995
Le 4 mai, est émis un timbre commémoratif de 0,85 € pour le centenaire de la naissance de Gerd Bucerius, homme politique membre de la CDU et cofondateur du journal Die Zeit. Le portrait montre seulement le regard et une tempe du personnage, comme si la photographie se trouvait sur le coin de la une d'un journal, dont on verrait par transparence ce qui est imprimé sur la page suivante.
Le timbre de 4,3 × 2,55 cm et conçu par Birgit Hogrefe à partir d'une photographie fournie par la Fondation Ebelin und Gerd Bucerius du Zeit. Il est imprimé en offset en feuille de dix par la Bundesdruckerei de Berlin.

### Coupe du monde de football: bloc Pour le sport
Le 4 mai, est émis un bloc-feuillet reprenant les quatre timbres consacrés au football de l'émission Für den Sport du 9 février précédent, surtaxe de bienfaisance comprise. Le fond du bloc montre un terrain de football et les drapeaux des pays des équipes qualifiées en bas.
Le bloc est composé par Andrea Voß-Acker et imprimé en offset en feuille de dix unités par l'imprimerie Bagel Security-Print de Mönchengladbach.

### Europa: l'intégration
Le 4 mai, dans le cadre de l'émission Europa, est émis un timbre de 0,55 € sur le thème annuel de l'intégration des migrants vue par les jeunes. (Die Integration von Migranten aus der Sicht der Jugendlichen). L'illustration est une photographie d'un blouson rouge décoré d'un message mêlant allemand et anglais : « Integration und Respekt. From Europe with Respekt. Unsere Zukunft » (« Intégration et respect. D'Europe avec respect. Notre avenir. »).
La photographie est de Claudia Less et le timbre est mis en page par Irmgard Hesse. De format 4,6 × 2,732 cm, il est imprimé en offset par l'imprimerie Giesecke & Devrient de Leipzig.

### Fleurs
Le 4 mai, dans la série d'usage courant Fleurs, est émis un timbre de 3,90 € représentant un lys orangé (Feuer-Lilie en allemand, nom scientifique : Lilium bulbiferum).
Le timbre de 2,15 × 3,013 cm est conçu par Stefan Klein et Olaf Neumann. Il est imprimé en offset par la Bundesdruckerei de Berlin. Le conditionnement s'effectue en feuille de dix exemplaires ou en roulette de deux cents.

### Vallée du Haut-Rhin moyen
Le 4 mai, dans la série Site du patrimoine culturel mondial de l'Unesco, est émis un timbre de 0,55 € sur la vallée du Haut-Rhin moyen, classée en juin 2002 (Weltkulturerbe der UNESCO - Oberes Mittelrheintal). L'illustration est une peinture : Sankt Goarshausen am Fuße des Loreley-Felsen mit Burg Katzenelnbogen (Saint-Goarshausen au pied du rocher de la Lorelei avec le bourg de Katzenelnbogen) qui permet rappeler les liens du site avec le courant du romantisme.
La représentation de la peinture est fournie par la banque d'images akg-images. Le projet de timbre est présenté par Dieter Ziegenfeuter. Inscrit dans un carré de 3,5 cm de côté, le timbre est imprimé en offset par l'imprimerie Bagel Security-Print de Mönchengladbach, en feuille de dix et en carnet de dix timbres autocollants.

## Juin

### Stefan Andres 1906-1970
Le 8 juin, est émis un timbre commémoratif de 0,55 € pour le centenaire de la naissance de l'écrivain allemand Stefan Andres (de). L'illustration représente d'anonymes tranches de livres posées sur une étagère.
Le timbre de 5,5 × 3,28 cm est conçu par Birgit Hogrefe. Il est imprimé en offset en feuille de dix par l'imprimerie Bagel Security-Print de Mönchengladbach.

### Pour la jeunesse: animaux du pays
Le 8 juin, dans le cadre de la série annuelle Für die Jugend (Pour la jeunesse) au profit de la Fondation Deutsche Jugendmarke, sont émis cinq timbres sur des animaux des bois d'Allemagne (heimische Tiere). Ont été choisies des photographies de :
- pour le 0,45 € + 0,20 €, une martre (Martes martes, Baummarder),
- pour le 0,55 € + 0,25 €, un écureuil (Sciurus vulgaris, Eichhörnchen),
- pour le 0,55 € + 0,25 €, deux lièvres dans la neige (Lepus europaeus, Feldhase),
- pour le 0,55 € + 0,25 €, un chevreuil et son petit (Capreolus capreolus, Reh),
- pour le 1,45 € + 0,55 €, un sanglier et cinq marcassins (Sus scrofa, Wildschwein).

Les photographies de l'agence Okapia sont mises en page par Gerhard Lienemeyer. Les timbres de 5,5 × 3,28 cm sont imprimés en offset en feuille de dix exemplaires par l'imprimerie Giesecke & Devrient de Leipzig.

### Johann August Roebling 1806-1869

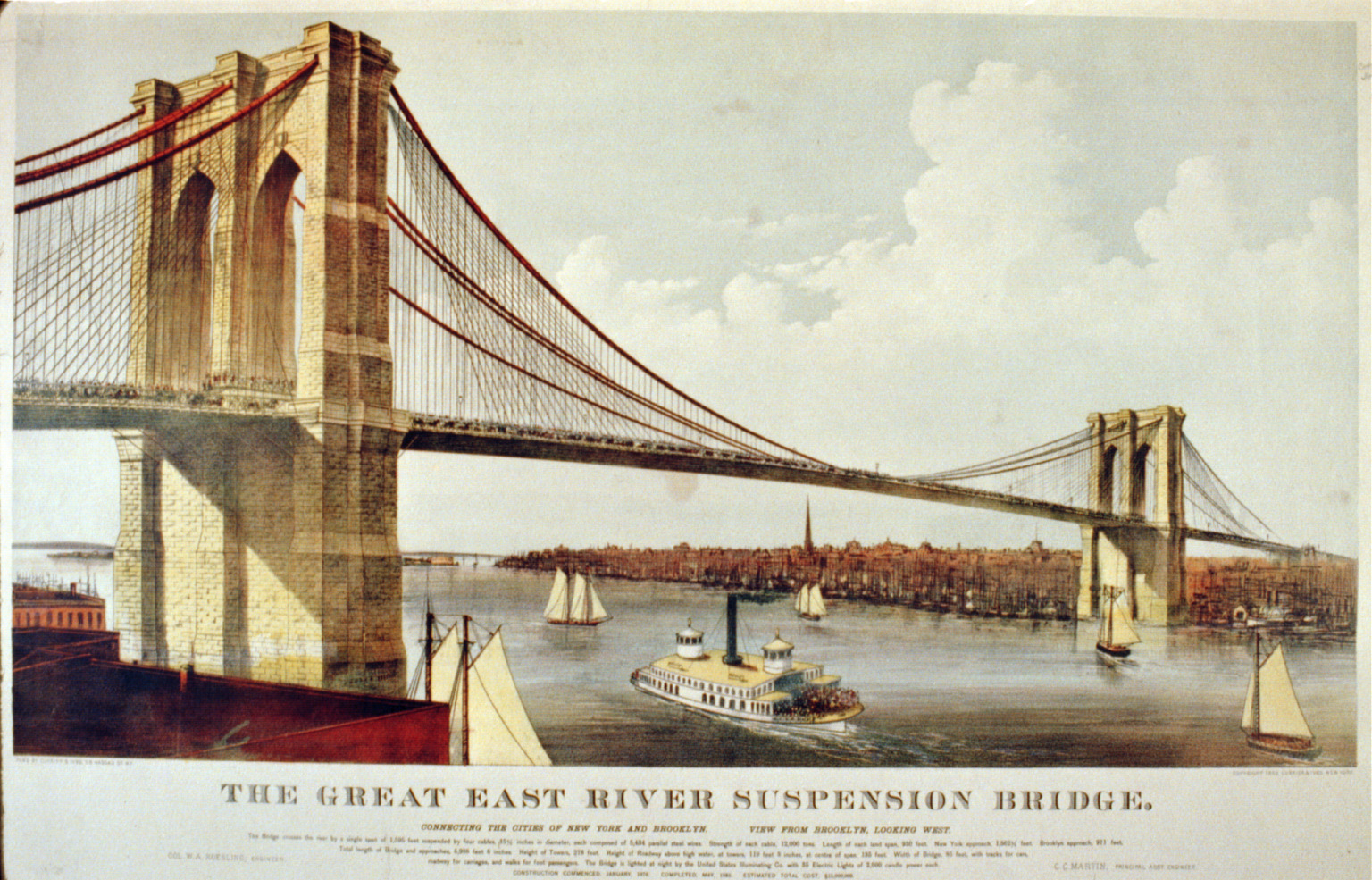
Le pont de Brooklyn sur une gravure de 1877.

Le 8 juin, est émis un timbre commémoratif de 1,45 € pour le bicentenaire de l'anniversaire de John Augustus Roebling (Johann August Röbling en allemand), ingénieur allemand réputé pour la construction de pont suspendu. Il a été l'ingénieur en chef au début de la construction du pont de Brooklyn à New York avant un accident mortel. L'illustration est extraite d'une carte postale.
La carte postale de la compagnie new-yorkaise Success Postal Card est mise en page par Lutz Menze. Le timbre de 5,5 × 3,28 cm est imprimé en offset par la Bundesdruckerei de Berlin. Il est conditionné en feuille de dix et en roulette de cent exemplaires.
Annoncé par la poste allemande comme une émission conjointe avec les États-Unis d'Amérique, l'émission a finalement été refusée par l'United States Postal Service.

## Juillet

### Le château de Burghausen
Le 13 juillet, est émis un timbre de 0,55 € sur le château de Burghausen, ville de Bavière, près de la frontière avec l'Autriche. Le château est le plus long d'Europe avec 1 043 mètres. Le timbre montre un panorama dessiné du château.
Le timbre de 4,3 × 2,55 cm est conçu par Dietrich Dorfstecher. Il est imprimé en offset en feuille de dix par la Bundesdruckerei de Berlin.

### 100 ans du système unifié de plaque d'immatriculation automobile
Le 13 juillet, est émis un timbre de 0,45 € pour le centenaire du système de plaque d'immatriculation automobile en Allemagne (100 Jahre einheitliche deutsche Kfz-Kennzeichen). Sur le timbre, sept plaques d'époques différentes sont présentées sur un fond blanc.
Le timbre de 4,6 × 2,732 cm est composé par Kym Erdmann. Il est imprimé en offset en feuille de dix par l'imprimerie Giesecke & Devrient de Leipzig;

### Été

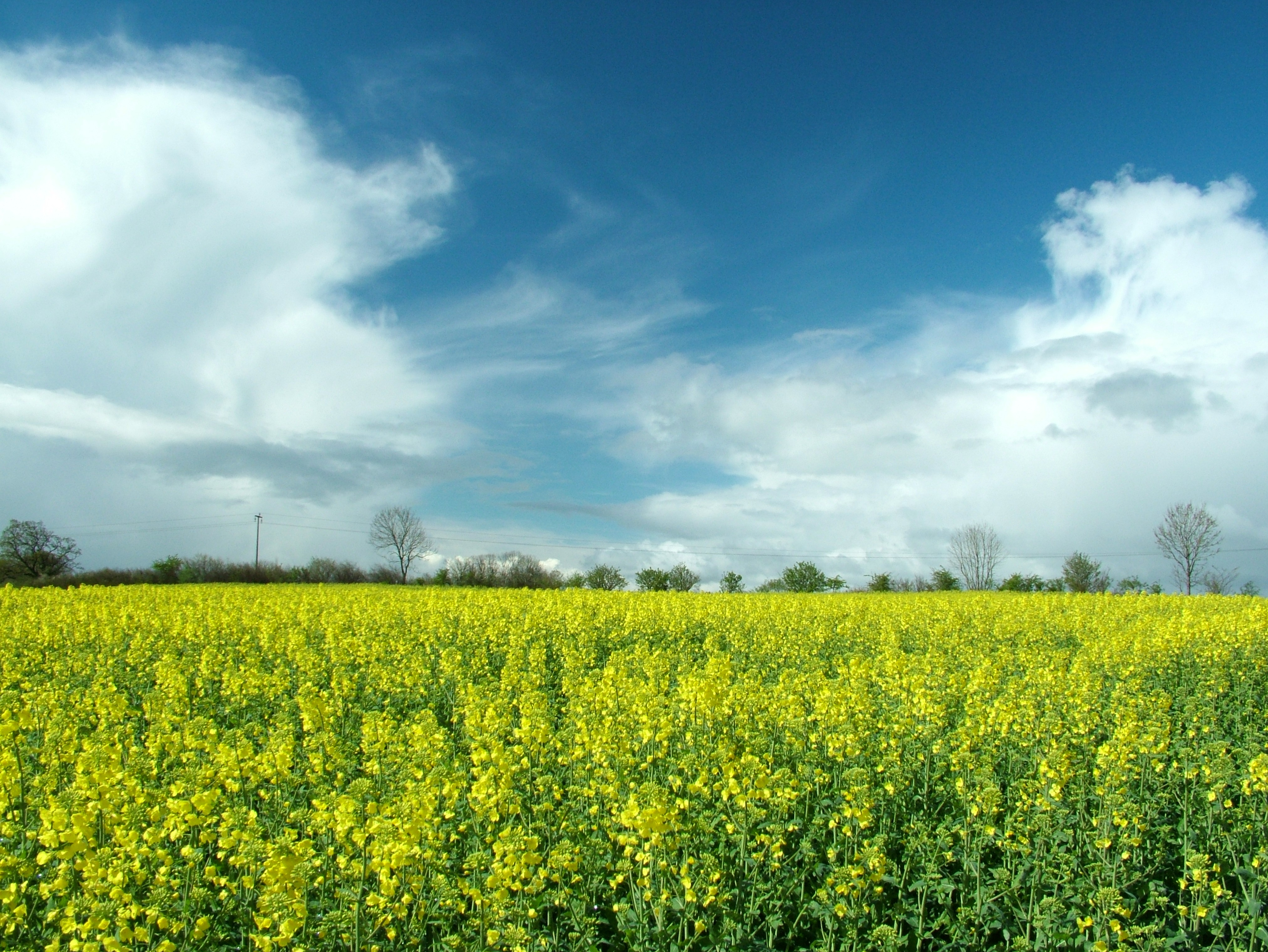
Exemple de champ de colza en fleur.

Le 13 juillet, dans la série Poste (Post), est émis un timbre de 0,55 € sur l'été. L'image estivale choisie est une photographie d'un champ de colza en fleur.
La photographie Blühendes Rapsfeld de Heinz Wohner est mise en page par Johannes Graf. Le timbre de 4,6 × 2,732 cm est imprimé en offset en feuille de dix unités par l'imprimerie Gesiecke & Devrient de Leipzig.

### Fleurs
Le 13 juillet, dans la série d'usage courant Fleurs, est émis un timbre de 1 € représentant une fleur appelée cœur de Marie en français (Dicentra spectabilis) et Tränendes Herz en allemand, littéralement « cœur larmoyant ». La photographie représente une seule de ces fleurs, de manière parfaitement centrée.
Le timbre de 2,15 × 3,013 cm est réalisé par Stefan Klein et Olaf Neumann. Il est imprimé en offset par la Bundesdruckerei de Berlin. Il est conditionné en feuille de dix et en roulette de cent exemplaires.

### Rembrandt 1606-1669

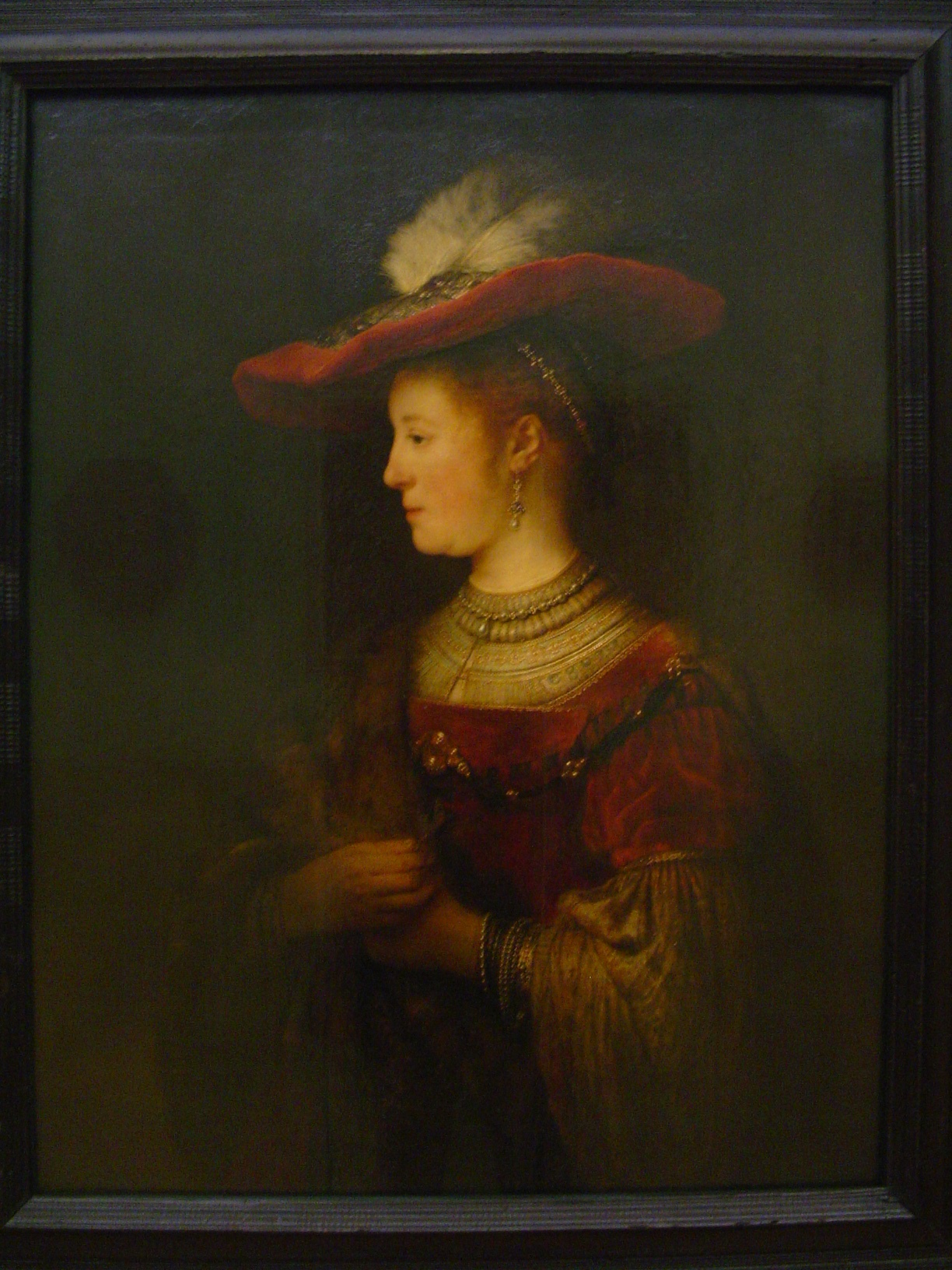
La peinture en entier.

Le 13 juillet, dans le cadre d'une émission conjointe avec les Pays-Bas, est émis un timbre de 0,70 € pour le 400e anniversaire de la naissance du peintre néerlandais Rembrandt. C'est le tableau Saskia van Uylenburgh de profil conservé à Cassel qui est mis en scène pour un hommage où sont mis en scène le noir du tableau et le blanc des marges ; le profil est décalé sur la droite du timbre.
Le timbre carré de 3,5 cm de côté est conçu par le Néerlandais Walter Nikkels d'après l'œuvre de Rembrandt. Le timbre est imprimé en offset par l'imprimerie Bagel Security-Print de Mönchengladbach.
En raison d'une erreur de la poste néerlandaise, ce timbre existe en une seconde version avec barres de phosphore différentes de l'impression réalisée par Bagel. Dans un livre philatélique, le dessin du timbre allemand devait apparaître simplement imprimé sur une page à côté de celui dentelé et gommé des Pays-Bas. Or, sur les 45 000 exemplaires du tirage, tous vendus, le timbre allemand est également dentelé, gommé et phosphoré, ce qui n'était pas prévu.

## Août

### 150 ans de la découverte du Néandertalien
Le 10 août, dans la série annuelle Archéologie en Allemagne, est émis un timbre commémoratif de 2,20 € pour le 150e anniversaire de la découverte de l'homme de Néandertal (150 Jahre Entdeckung des Neandertalers). En août 1856 dans la vallée de Neander, dans l'ouest de l'Allemagne, sont découverts des restes d'une espèce alors inconnue du genre Homo. La photographie d'une partie supérieure d'un crâne néandertalien est imprimée sur fond blanc, à droite sur le timbre ; un bandeau à gauche représente le paysage de la vallée de Neander.
Le timbre de 4,6 × 2,732 cm est conçu par Annegret Ehmke d'après deux éléments des collections du Rheinisches LandesMuseum de Bonn. Il est imprimé en offset en feuille de dix exemplaires par Gesieck & Devrient, imprimerie de Leipzig.

### Forêt-Noire
Le 10 août, dans la série Images d'Allemagne (Bilder aus Deutschland), est émis un bloc d'un timbre de 0,55 € illustré d'un dessin de la Forêt-Noire (Schwarzwald), forêt du Bade-Wurtemberg dominant la vallée du Rhin. L'illustration qui déborde largement du timbre montre une des profondes vallées du massif forestier. Sur les marges blanches, en gris, sont visibles des constructions historiques.
Le bloc contenant un timbre carré de 3,5 cm de côté est dessiné par Joachim Rieß pour une impression en offset, réalisée par l'imprimeur Bagel Security-Print de Mönchengladbach.

### Phares
Le 10 août, dans la série Phares (Leuchttürme), sont émis deux timbres sur deux phares maritimes allemands. Le 0,45 € est consacré au Neuland, phare en activité de 1918 à 1996 situé près de Behrensdorf (Ostsee), 30 km à l'est de Kiel, sur la mer Baltique. Le Hohe Weh figure sur le 0,55 € : construit en 1856, il signale aux marins la présence d'une zone peu profonde, sur les côtes de mer du Nord à la hauteur de Butjadingen, en Basse-Saxe.
Les timbres carrés de 3,5 cm de côté sont conçus par Johannes Graf à partir de photographies de Reinhard Scheiblich. Ils sont imprimés en offset par l'imprimeur Bagel Security-Print de Mönchengladbach.

## Septembre

### Le Capitaine de Köpenick
Le 7 septembre, est émis un timbre commémoratif de 0,55 € pour le 75e anniversaire de la pièce de théâtre Le Capitaine de Köpenick (Der Hauptmann von Köpenick) de Carl Zuckmayer. Elle est inspirée de l'histoire de l'usurpateur Wilhelm Voigt qui, en 1906, déguisé en capitaine prussien, parvint à dérober 4000 marks à la mairie de Köpenick, à Berlin, en s'aidant de soldats armés trompés par son uniforme.
Le timbre carré de 3,5 cm de côté est dessiné par Carsten Wolff et est imprimé en offset en feuille de dix exemplaires par l'imprimerie Giesecke & Devrient de Leipzig.

### Pour nous enfants: chats
Le 7 septembre, dans la série annuelle Pour nous enfants (Für uns Kinder), est émis un timbre de 0,55 € titré Postkater (littéralement, « le matou postal »).
L'illustration est de Grit Fiedler et est mis en page dans un timbre carré de 3,5 cm de côté imprimé en feuille de dix par l'imprimerie de Leipzig, Giesecke & Devrient.

### 650 ans de la Hanse des villes
Le 7 septembre, dans le cadre d'une émission conjointe avec la Suède, est émis un timbre de 0,70 € pour le 650e anniversaire de la création de la Hanse des villes (Städtehanse) ou Ligue hanséatique en 1356 à Lübeck. Cet acte prolongeait entre des villes ce qui existait auparavant sous la forme d'une association de marchands. À partir d'illustrations d'époque, le timbre présente le chargement d'un bateau de marchandises.
Le timbre de 4,6 × 2,732 cm est conçu par Joachim Rieß à partir de pièces du Deutsches Schifffahrtsmuseum de Bremerhaven et du Germanisches Nationalmuseum de Nuremberg. Il est imprimé en offset et taille-douce en feuille de dix timbres par l'Österreichischen Staatsdruckerei.
Le 7 septembre, trois timbres de 10 couronnes sous la forme d'un carnet de quatre sont émis par la poste suédoise sur le même temps, dont un reprenant l'illustration du timbre allemand et compris en deux exemplaires dans le carnet. Les deux autres illustrations, de même tons de couleurs, utilisent également des reproductions anciennes d'actions commerciales dessinées par Gustav Mårtensson. Les trois timbres sont gravés par Lars Sjööblom.

## Octobre

### Hannah Arendt 1906-1975
Le 5 octobre, est émis un timbre commémoratif de 1,45 € pour le centenaire de la naissance de la Hannah Arendt. Organisé en trois parties verticales, le timbre présente les mentions, une photographie de la philosophe et la reproduction d'un manuscrit de travail. Au bas des deux colonnes de gauche, est reproduite également sa signature.
Le timbre de 5,5 × 3,28 cm est réalisé par Peter Steiner et Regina Steiner à partir de documents fourni par la Hannah Arendt Bluecher Literary Trust pour la photographie et la signature et par la Georges Borchardt Inc. pour le manuscrit. Il est imprimé en offset par la Bundesdruckerei de Berlin.

### Automne
Le 5 octobre, dans la série Poste (Post), est émis un timbre de 0,55 € illustré d'un sous-bois au moment de l'automne. Toutes les feuilles des arbres ont jauni et commencent à tomber au sol.
La photographie d'Heinz Wohner est mise en page par Johannes Graf pour une impression en offset en feuille de dix par l'imprimerie Giesecke & Devrient de Leipzig. Le timbre mesure 4,6 × 2,732 cm.

### Journée du timbre: Journée des philatélistes allemands et autrichiens
Le 5 octobre, pour la journée du timbre, est émis un timbre de 0,55 € pour annoncer la journée des philatélistes allemands et autrichiens (Deutscher und Österreichischer Philatelistentag), organisée du 6 au 8 octobre 2006 à Bad Reichenhall, sur la frontière germano-autrichienne en Bavière. Cette localité avait accueilli la dernière de ces journées, en 1924. Le timbre reproduit une carte postale souvenir réalisée lors de la première journée, le 22 juin 1896 à Cologne.
Le timbre de 4,6 × 2,732 cm est conçu par Gerda M. Neumann et Horst F. Neumann. Il est imprimé en offset en feuille de dix exemplaires par Bagel Security-Print, imprimerie de Mönchengladbach.

### Für die Wohlfahrtspflege: chemin de fer
Le 5 octobre, pour la série annuelle de bienfaisance au profit de la Bundesarbeitsgemeinschaft der freien Wohlfahrtspflege, sont émis quatre timbres gommés et un timbre autocollant, tous à surtaxe et illustrés de quatre modèles de trains ayant circulé sur les chemins de fer (Eisenbahnen) d'Allemagne :
- 0,45 € + 0,20 € : le Fliegender Hamburger, premier train diesel allemand et le plus rapide de son temps, relia Berlin et Hambourg en 1933 à la vitesse moyenne de 125 km/h.
- 0,55 € + 0,25 € : l'InterCityExpress de 3e génération, train à grande vitesse de la Deutsche Bahn, est en service depuis 2000.
- 0,55 € + 0,25 € : la version VT 11.5 du Trans-Europ-Express, matériel ferroviaire qui servit en Europe de 1957 aux années 1990.
- 1,45 € + 0,55 € : de 1936 à 1939, le Henschel-Wegmann-Zug relia Berlin et Dresde en 1 heure 40.

Les timbres de 5,5 × 3,28 cm sont conçus par Stefan Klein et Olaf Neumann. Ils sont imprimés en offset par la Bundesdruckerei à Berlin. Les quatre timbres sont disponibles en feuille de dix exemplaires ; l'« InterCityExpress » l'est également en rouleau de cent timbres autocollants.

## Novembre

### Egon Bolz 1881-1945
Le 9 novembre, dans la série sur les aufrechte Demokraten, est émis un timbre de 0,45 € pour le 125e anniversaire de la naissance d'Egon Bolz, résistant au nazisme exécuté en janvier 1945. Adhérent à la doctrine sociale de l'Église et président d'État du Wurtemberg, il s'oppose à la politique hitlérienne. Prévu comme ministre de la Culture en cas de coup d'État par Carl Friedrich Goerdeler, Bolz est arrêté après l'échec de l'attentat du 20 juillet 1944 contre Adolf Hitler.
Le portrait de Bolz est mis en page par Susanne Oesterlee à partir d'une photographie fournie par le service communication du Land de Bade-Wurtemberg. Le timbre carré de 3,5 cm de côté est imprimé en offset par Bagel Security-Print, imprimerie de Mönchengladbach.

### Cinquantenaire du prix Nobel de Werner Forßmann
Le 9 novembre, est émis un timbre commémoratif de 0,90 € pour le 50e anniversaire du Prix Nobel de physiologie ou médecine reçu en 1956 par Werner Forßmann (1904-1979) pour ses études sur le cœur humain, notamment la réalisation de la pose du premier cathéter dans cet organe. Son portrait voisine avec deux images radiographiques de la cage thoracique. Celle de droite est une coronarographie sur laquelle est visible l'artère coronaire gauche. En petit format au plus près de la photographie du médecin, est montré un des premiers cathétérismes cardiaques avec entrée par la veine antécubitale.
La mise en page est conçue par Fritz Lüdtke à partir d'une photographie de Forßmann et de deux images radiographiques appartenant à la famille du médecin. Le timbre de 4,6 × 2,732 cm est imprimé en offset en feuille de dix par la Bundesdruckerei de Berlin.

### Fleurs
Le 9 novembre, dans le cadre de la série Fleurs, est émis un timbres d'usage courant de 2 € illustré d'un pavot de Californie (Eschscholzia californica, Goldmohn en allemand).  La photographie carrée est mise en page entourée de blanc.
Les timbres de 2,15 × 3,013 cm sont conçus par Stefan Klein et Olaf Neumann. Ils sont imprimés en offset par la Bundesdruckerei de Berlin. Ce timbre de 2 € est émis en feuille de dix et en roulette de deux cents unités.

### Joseph Kardinal Höffner 1906-1987
Le 9 novembre, est émis un timbre de 0,55 € pour le centenaire de la naissance de Joseph Höffner, archevêque de Cologne de 1969 à sa mort, et fait cardinal en 1969. Président de la conférences des évêques d'Allemagne, il reçut le titre de Juste parmi les nations pour avoir caché des juifs pendant la Seconde Guerre mondiale quand il était curé à Kail, en Rhénanie. Au bas de son portrait figure la devise latine « Justitia et caritas » (justice et charité).
La photographie de Niketius Munkler est mise en page dans un timbre carré blanc de 3,5 cm de côté ; la maquette est réalisée par Christof Gassner. Le timbre est imprimé en offset en feuille de dix par l'imprimerie Giesecke & Devrient de Leipzig.

### Noël: peintures de frère Francke

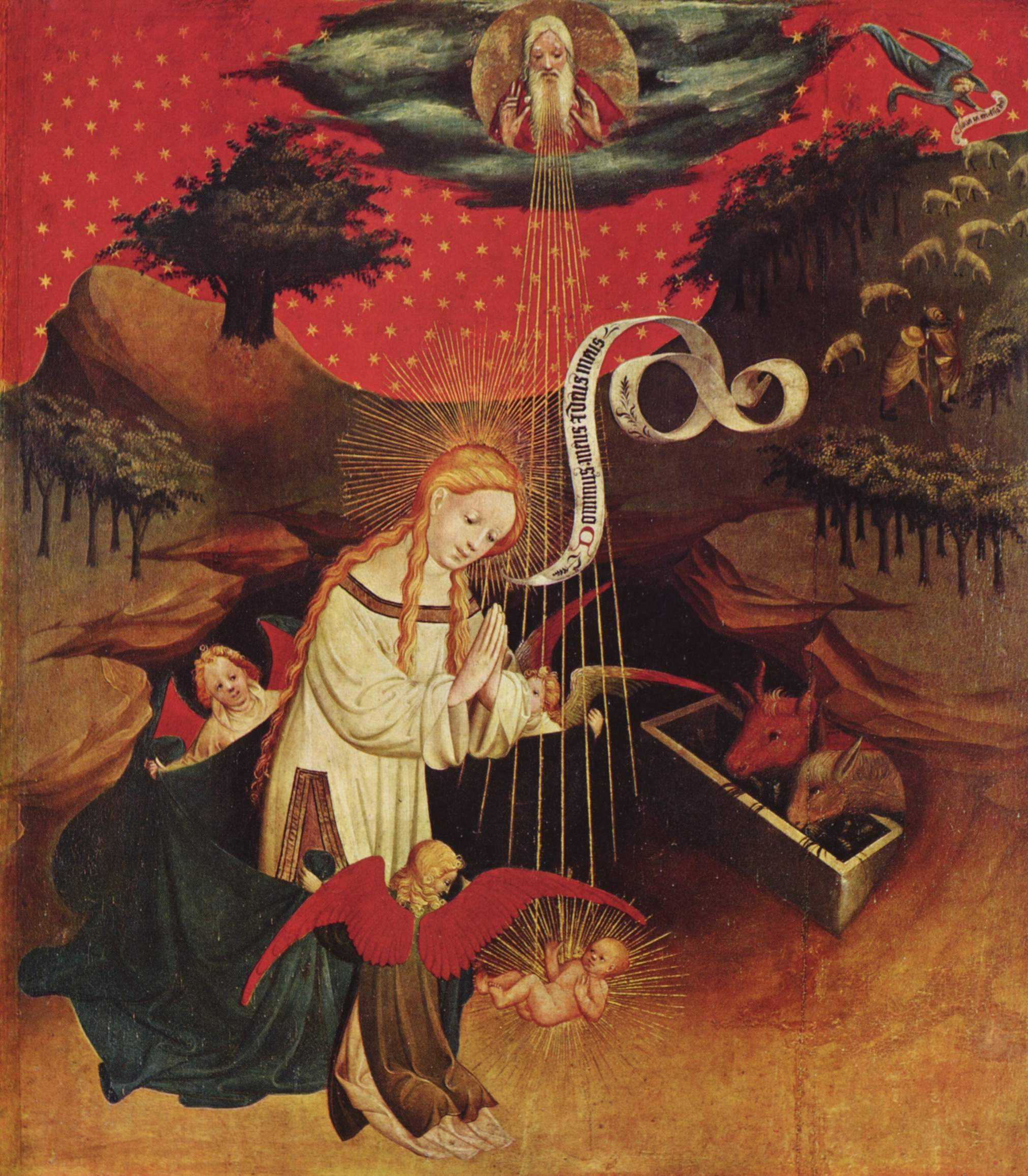
La Naissance du Christ (vers 1424).

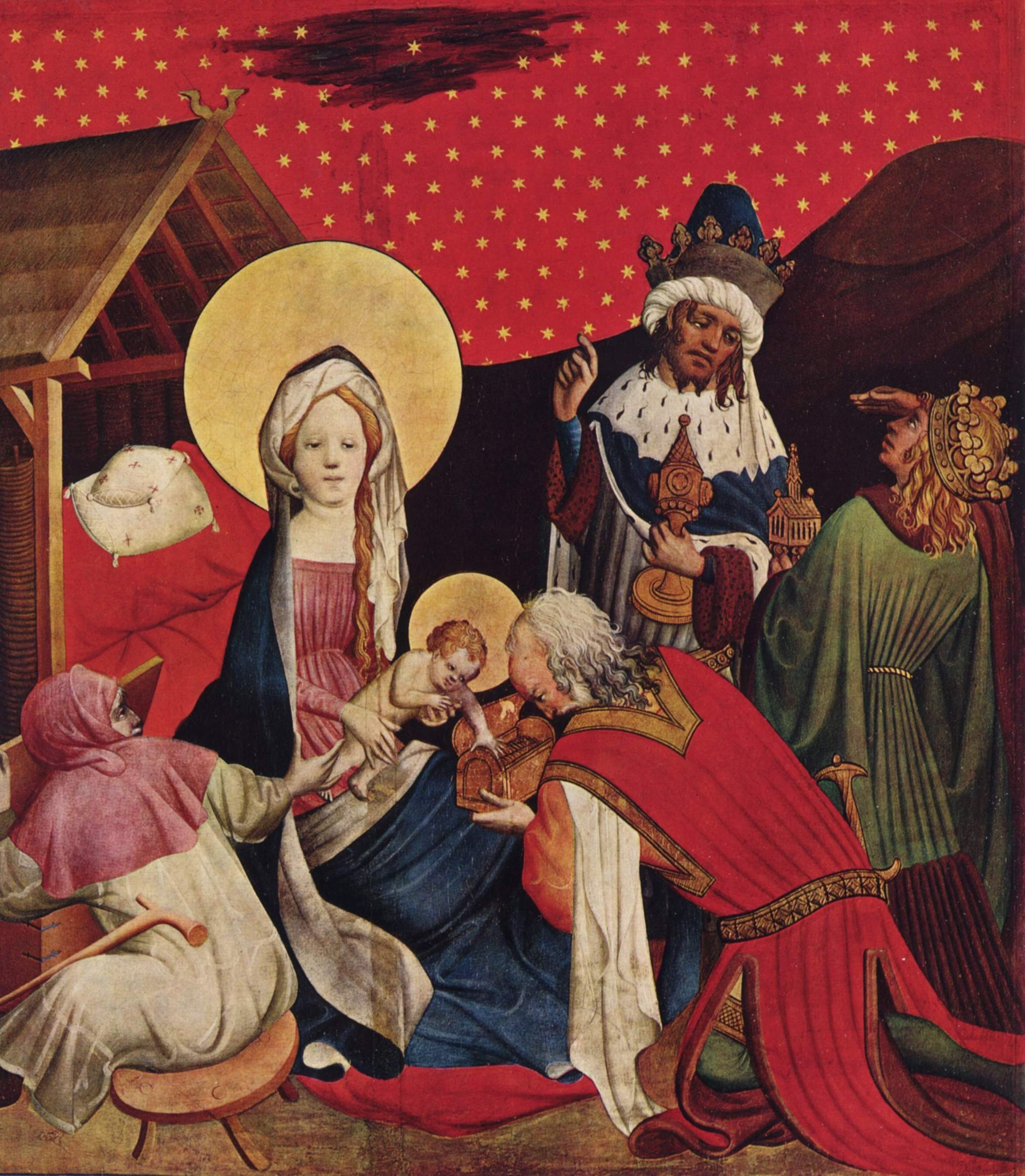
L'Adoration des rois mages (vers 1424).

Le 9 novembre, en tant que timbres de Noël, sont émis deux timbres de bienfaisance reproduisant des peintures de frère Francke (ou Meister Francke, maître Francke), un moine du début du XVe siècle, qui illustra des retables. Le 0,45 € représente Die Geburt Christi (la Naissance du Christ), une peinture à l'huile sur laquelle la Vierge Marie que deux anges enveloppent d'un manteau bleu, contemple son fils nouveau-né Jésus, lié à Dieu par des rayons convergents vers ce dernier. Le 0,55 € est illustré par Die Anbetung der Könige, c'est-à-dire l'adoration des rois mages apportant des cadeaux au Christ nouveau-né. Les surtaxes de 0,20 € pour le 0,45 € et de 0,25 € pour le 0,55 € sont reversées à la Bundesarbeitsgemeinschaft der Freien Wohlfahrtspflege.
Les œuvres de frère Francke conservées à la Kunsthalle de Hambourg sont mises en page par Annegret Ehmke à partir de photographies de Bildarchiv Preußischer Kulturbesitz de Berlin. Les timbres de 5,5 × 3,28 cm (plus large que les peintures qui sont entourées de deux grands espaces blancs sur lesquels sont portés les mentions) sont imprimés en offset en feuille de dix exemplaires par l'imprimerie Giesecke & Devrient de Leipzig.

### Sources
- Site recensant les émissions allemandes depuis 2000, ainsi que des images de projets non retenus.
- Site commercial de la Deutsche Post. Elle conserve des informations sur les auteurs, formats, impressions, imprimeries et formes de conditionnement des timbres encore en vente.
- L'Écho de la timbrologie comprend une partie « Nouveautés » concernant les timbres émis dans le monde, qui reprend les informations fournis par les administrations postales émettrices.